# Julieta Norma Fierro Gossman
Julieta Norma Fierro Gossman, (meglio conosciuta come Julieta Fierro) (Città del Messico, 24 febbraio 1948), è una fisica e astronoma messicana, ricercatrice presso l'Istituto di Astronomia e professoressa della Facoltà di Scienze presso l'Università Nazionale Autonoma del Messico (UNAM). Fa parte del Sistema Nazionale dei Ricercatori in Messico e dal 2004 è membro dell'Accademia Messicana della Lingua.
La sua ricerca è focalizzata sullo studio del mezzo interstellare e la sua ultima ricerca riguarda lo studio del sistema solare. Tuttavia, è più nota per il suo lavoro di comunicazione scientifica. Ha tre dottorati honoris causa e diversi laboratori, biblioteche, planetari, società astronomiche e scuole portano il suo nome.

## Biografia
Julieta Fierro è nata il 24 febbraio 1948 a Città del Messico. Ha studiato fisica alla Scuola di Scienze dell'UNAM e si è laureata nel 1974. Successivamente ha conseguito un master in Astrofisica presso la stessa istituzione. È ricercatrice presso l'Istituto di Astronomia dell'UNAM e professore ordinario presso la Facoltà di Scienze della stessa università.
Dal marzo 2000 al gennaio 2004 è stata Direttore Generale della Divulgazione Scientifica dell'UNAM. Ha ricoperto incarichi quali vicepresidente e presidente della Commissione per l'Educazione dell'Unione Astronomica Internazionale e presidente dell'Accademia Messicana degli Insegnanti di Scienze Naturali e dell'Associazione Messicana dei Musei della Scienza e della Tecnologia. Inoltre, ha fatto parte del consiglio di amministrazione della Astronomical Society of the Pacific, che si concentra sulla comunicazione della scienza per migliorare l'istruzione.
È stata eletta membro dell'Academia Mexicana de la Lengua il 24 luglio 2003 e ha preso possesso della sua 25ª cattedra il 26 agosto 2004, con la conferenza intitolata Imaginemos un Caracol (Immaginiamo una lumaca). È stata eletta membro corrispondente della Reale Accademia Spagnola il 21 aprile 2005.

## Divulgazione scientifica
Nel corso della sua carriera, ha scritto 40 libri, di cui 23 sulla divulgazione scientifica. Ha pubblicato decine di articoli su riviste nazionali e internazionali. Uno dei suoi scritti è stato pubblicato in Maya (una lingua indigena). Con lo scopo di comunicare la scienza a un pubblico più ampio, ha tenuto centinaia di conferenze e ha progettato diversi laboratori di scienza per bambini. Nel corso del 2020 ha pubblicato una serie di attività scientifiche da svolgere a casa durante i periodi di lockdown dovuti alla pandemia di COVID-19.
Ha partecipato alla creazione della sala di astronomia dell'Universum, uno dei musei universitari più popolari dell'America Latina. È stata direttrice dell'Universum e del Museo Descubre di Aguascalientes. Ha collaborato alla creazione di un museo della scienza a Porto Rico e dell'Osservatorio McDonald negli Stati Uniti e del Sutherland in Sudafrica. Collabora attivamente con Universum, il Museo di Scienze Naturali, il Museo de la Luz (Museo della Luce), l'Osservatorio McDonald in Texas e Porto Rico, e con la Fiera Globale in Giappone.
Ha partecipato a migliaia di programmi radiofonici in cui legge di scienza e parla della sua passione per essa. A volte invita altri scienziati e li intervista per arricchire la conversazione. Ha condotto una serie televisiva intitolata: Más allá de las estrellas (Oltre le stelle), che è stata scelta come miglior programma scientifico in Messico nel 1998. La sua collaborazione più recente con la TV messicana è stata con Canal 11, un canale dell'Instituto Politécnico Nacional con il programma televisivo chiamato Sofía Luna, agente espacial (Agente Speciale, Sofia Luna).

## Opere (selezione)
- La astronomía de México. Lectorum, 2001, ISBN 968-5270-55-4. Ristampato nel 2005.
- Albert Einstein: Un científico de nuestro tiempo. Co-autore con Héctor Domínguez, Lectorum, 2005, ISBN 970-32-1108-9.
- Lo grandioso de la luz, Gran paseo por la ciencia. Editoriale Nuevo México, 2005, ISBN 970-677-181-6.
- Lo grandioso del tiempo, Gran paseo por la ciencia. Editoriale Nuevo México, 2005, ISBN 970-677-179-4.
- Cartas Astrales: Un romance científico del tercer tipo. Co-autore con Adolfo Sánchez Valenzuela, Alfaguara, 2006, ISBN 968-19-1175-X.
- La luz de las estrellas. Co-autore con Héctor Domínguez. Ediciones La Vasija, 2006, ISBN 970-756-095-9.
- Galileo y el telescopio, 400 años de ciencia. Co-autore con Héctor Domínguez. Uribe y Ferrari Editores, 2007, ISBN 970-756-238-2.
- Newton, la luz y el movimiento de los cuerpos. Co-autore con Héctor Domínguez. Uribe y Ferrari Editores, 2007, ISBN 9789707562820.

Dalla collezione Ciencia para todos (Scienza per tutti) del Fondo de Cultura Económica in Messico, le sue opere principali sono:
- La Evolución Química del Sol. Co-autore con Manuel Peimbert Sierra, 2012, ISBN 978-607-16-12373.
- Nebulosas planetarias: la hermosa muerte de las estrellas. Co-autore con Silvia Torres Castilleja, 2009, ISBN 978-607-16-0072-1.
- Fronteras el universo. Libro realizzato da Manuel Peimbert Sierra (compilatore), Silvia Torres Castilleja, Miguel Ángel Herrera, Miriam Peña, Luis Felipe Rodríguez, Dany Page, José Jesús González, Deborah Dultzin, 2000, ISBN 9789681661038. Ha scritto un capitolo sui sistemi planetari.
- La familia del Sol, scritto insieme a Miguel Ángel Herrera, 1989, ISBN 978-968-16-7076-4.

## Premi e riconoscimenti
- 1992 - Premio dell'Accademia Mondiale delle Scienze;[16]
- 1995 - Premio Kalinga;[17]
- 1996 - Medaglia d'Oro Primo Rovis dal Centro di Teoria Astrofisica di Trieste;[18]
- 1998 - Premio Klumpke-Roberts[19];
- 1998 - Premio Nazionale per il Giornalismo Scientifico;[20]
- 2001 -  Premio Latinoamericano per la Divulgazione della Scienza;[21]
- 2003 -  Medaglia al Merito dei Cittadini per l'Assemblea dei Rappresentanti di Città del Messico;[22]
- 2004 - Medaglia Benito Juárez;[22]
- 2005 - Premio Flam dell'Università Autonoma dello Stato di Nuevo León;

Honoris causa dall'Università di Michoacán de San Nicolás de Hidalgo;
- 2011 - Medaglia Vasco de Quiroga;[23]
- 2017 - Premio regionale TWAS-ROLAC;[24]
- 2021 - Medaglia al Merito Scientifico;[25][26]
- 2023 - Eletta all'Accademia Americana delle Arti e delle Scienze.[27]